# Emmanuel Boateng (labdarúgó, 1994)
Emmanuel Boateng (Accra, 1994. január 17. –) ghánai labdarúgó, az amerikai San Diego középpályása.

## Pályafutása
Boateng a ghánai fővárosban, Accrában született. Az ifjúsági pályafutását a  Right to Dream akadémiájánál kezdte.
2013-ban mutatkozott be az amerikai Ventura County Fusion felnőtt keretében. 2013 júliusában a svéd első osztályban szereplő Helsingborghoz szerződött. 2016-ban visszatért Amerikába és a LA Galaxy csapatánál folytatta a labdarúgást. 2019-ben a DC Unitedhez, majd 2020-ban a Columbus Crew-hoz igazolt. 2021. január 7-én szerződést kötött a New England Revolution együttesével. Először a 2021. július 8-ai, Toronto ellen 3–2-re elvesztett mérkőzés 64. percében, Teal Bunbury cseréjeként lépett pályára. Első gólját 2021. augusztus 22-én, a Cincinnati ellen hazai pályán 4–1-re megnyert találkozón szerezte meg. 2025. január 6-án a San Diego csapatába igazolt.

## Statisztikák
2023. június 26. szerint
| Klub                   | Szezon   | Osztály     | Bajnokság | Bajnokság | Kupa  | Kupa | Nemzetközi | Nemzetközi | Összesen | Összesen |
| Klub                   | Szezon   | Osztály     | Meccs     | Gól       | Meccs | Gól  | Meccs      | Gól        | Meccs    | Gól      |
| ---------------------- | -------- | ----------- | --------- | --------- | ----- | ---- | ---------- | ---------- | -------- | -------- |
| Helsingborg            | 2013     | Allsvenskan | 4         | 0         | 2     | 2    | —          | —          | 6        | 2        |
| Helsingborg            | 2014     | Allsvenskan | 12        | 0         | 1     | 1    | —          | —          | 13       | 1        |
| Helsingborg            | 2015     | Allsvenskan | 21        | 4         | 0     | 0    | —          | —          | 21       | 4        |
| Helsingborg            | Összesen | Összesen    | 37        | 4         | 3     | 3    | 0          | 0          | 40       | 7        |
| LA Galaxy              | 2016     | MLS         | 28        | 4         | 4     | 0    | 2          | 0          | 34       | 4        |
| LA Galaxy              | 2017     | MLS         | 34        | 4         | 2     | 0    | —          | —          | 36       | 4        |
| LA Galaxy              | 2018     | MLS         | 27        | 2         | 2     | 0    | —          | —          | 29       | 2        |
| LA Galaxy              | 2019     | MLS         | 21        | 1         | 2     | 0    | 1          | 1          | 24       | 2        |
| LA Galaxy              | Összesen | Összesen    | 110       | 11        | 10    | 0    | 3          | 1          | 123      | 12       |
| DC United              | 2019     | MLS         | 4         | 0         | 0     | 0    | —          | —          | 4        | 0        |
| Columbus Crew          | 2020     | MLS         | 12        | 0         | 0     | 0    | —          | —          | 12       | 0        |
| New England Revolution | 2021     | MLS         | 13        | 2         | 0     | 0    | —          | —          | 13       | 2        |
| New England Revolution | 2022     | MLS         | 27        | 2         | 1     | 0    | 1          | 0          | 29       | 2        |
| New England Revolution | 2023     | MLS         | 17        | 2         | 2     | 0    | —          | —          | 19       | 2        |
| New England Revolution | Összesen | Összesen    | 57        | 6         | 3     | 0    | 1          | 0          | 61       | 6        |
| Összesen               | Összesen | Összesen    | 220       | 21        | 16    | 3    | 4          | 1          | 240      | 25       |

## Sikerei, díjai
Helsingborg
- Svenska Cupen
  - Döntős (1): 2013–14

Columbus Crew
- MLS
  - Bajnok (1): 2020